# رگه شدن (خستگی)

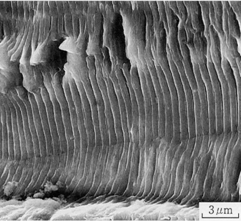
تصویر میکروسکوپ الکترونی روبشی از خطوط خستگی تولید شده از بارگذاری دامنه ثابت. ترک از چپ به راست در حال رشد است.

رگه‌ها نشانه‌هایی هستند که روی سطح شکستگی ایجاد می‌شوند که رشد تدریجی یک ترک خستگی را نشان می‌دهند. یک رگه موقعیت نوک ترک را در زمان ایجاد آن مشخص می کند. اصطلاح رگه به طور کلی به نوارهای شکل پذیری گفته می شود که نوارهای گرد روی سطح شکستگی هستند که توسط فرورفتگی ها یا شکاف ها از هم جدا شده اند و می توانند ظاهر یکسانی در دو طرف سطوح برخورد ترک خستگی داشته باشند. اگرچه برخی تحقیقات نشان داده اند که چرخه های بارگذاری زیادی برای تشکیل یک رگه منفرد مورد نیاز است، در حال حاضر به طور کلی تصور می شود که هر رگه نتیجه یک چرخه بارگذاری واحد است. 
وجود رگه ها در تجزیه و تحلیل شکست به عنوان نشانه ای از رشد ترک خستگی استفاده می شود.  معمولاً رگه‌ها دیده نمی‌شوندوقتی که ترک کوچک است، حتی با وجود خستگی که در حال رشد است، ، اما با بزرگ‌تر شدن ترک ظاهر می‌شوند. همه علائم دوره‌ای روی سطح شکستگی، خطی نیستند. اندازه یک رگه برای یک ماده خاص معمولاً به بزرگی بارگذاری مربوط می شود که با محدوده فاکتور شدت تنش، تنش متوسط و محیط مشخص می شود. عرض یک رگه نشان دهنده سرعت رشد کلی ترک است اما می تواند به صورت موضعی سریعتر یا کندتر در سطح شکستگی باشد.

## ویژگی های رگه
مطالعه سطح شکستگی به عنوان فراکتوگرافی شناخته می شود. از تصاویر ترک می توان برای آشکار کردن ویژگی ها و درک مکانیسم های رشد ترک استفاده کرد. در حالی که رگه ها نسبتاً مستقیم هستند، آنها تمایل به انحنا در انتها دارند که اجازه می دهد جهت رشد ترک از روی یک تصویر مشخص شود. خطوط معمولاً در سطوح مختلف در فلزات تشکیل می شوند و با یک نوار پارگی بین آنها جدا می شوند. نوارهای پارگی تقریباً موازی جهت رشد ترک هستند و چیزی را ایجاد می کنند که به عنوان الگوی رودخانه شناخته می شود، به این دلیل که به مانند الگوی واگرا در جریان رودخانه دیده می شود. منبع الگوی رودخانه به یک نقطه واحد همگرا می شود که به طور معمول منشاء شکست خستگی است.
خطوط می تواند در هر دو طرف سطح شکستگی برخورد ظاهر شود. در مورد اینکه خطوط تولید شده در هر دو طرف سطح شکستگی با قله به قله یا قله به دره مطابقت دارند، اختلاف نظر وجود دارد. شکل خطوط نیز ممکن است در هر طرف سطح شکستگی متفاوت باشد. خطوط به طور یکنواخت در تمام سطح شکستگی رخ نمی‌دهند و بسیاری از نواحی ترک خستگی ممکن است فاقد رگه باشند. رگه‌ها اغلب در فلزات مشاهده می‌شوند، اما در پلاستیک‌هایی مانند پلی (متیل متاکریلات) نیز رخ می‌دهند.
خطوط کوچک را می توان با کمک میکروسکوپ الکترونی روبشی مشاهده کرد. هنگامی که اندازه یک رگه بیش از 500 نانومتر (تحلیل طول موج نور) شد، می توان آنها را با میکروسکوپ نوری دید. اولین تصویر از رگه توسط زپفی و ووردن در سال 1951 با استفاده از میکروسکوپ نوری گرفته شد.
عرض یک رگه نشان‌دهنده نرخ موضعی رشد ترک است و نمونه‌ای از نرخ کلی رشد در سطح شکست است. نرخ رشد را می توان با یک معادله رشد ترک مانند معادله پاریس - اردوغان پیش بینی کرد. نقایصی مانند ادخال ها و مرزهای دانه ممکن است به صورت موضعی سرعت رشد را کاهش دهند.
بارهای دامنه متغیر خطوطی با عرض های مختلف ایجاد می کنند و مطالعه این الگوهای رگه ها برای درک خستگی مورد استفاده قرار گرفته است. اگرچه می توان از روش های مختلف شمارش چرخه برای استخراج چرخه های دامنه ثابت معادل از یک توالی دامنه متغیر استفاده کرد، الگوی رگه ها با چرخه های استخراج شده با استفاده از روش شمارش جریان باران متفاوت است.
ارتفاع یک رگه با نسبت تنش مرتبط است {\displaystyle R} از چرخه بارگذاری اعمال شده، که در آن {\displaystyle R=K_{\text{min}}/K_{\text{max}}} و بنابراین تابعی از حداقل  {\displaystyle K_{\text{min}}} است و حداکثر {\displaystyle K_{\text{max}}} شدت تنش سیکل بارگذاری اعمال شده است. 
مشخصات رگه  به درجه بارگیری و تخلیه در هر چرخه بستگی دارد. بخش تخلیه چرخه باعث تغییر شکل پلاستیک در سطح رگه می شود. گسترش ترک فقط از قسمت افزایشی چرخه بار رخ می دهد.

## ویژگی های رگه مانند
سایر علائم دوره‌ای روی سطح شکستگی را می‌توان با خطوط شکستگی اشتباه گرفت.

### نوار های نشانگر
بارگذاری دامنه متغیر باعث می شود که ترک ها صفحه رشد را تغییر دهند و از این اثر می توان برای ایجاد نوارهای نشانگر روی سطح شکست استفاده کرد. هنگامی که تعدادی از چرخه های دامنه ثابت اعمال می شوند، ممکن است یک فلات رشد در سطح شکست ایجاد کنند. نوارهای نشانگر (همچنین به عنوان علائم پیشرفت یا علائم ساحل شناخته می شوند) ممکن است تولید شده و به راحتی روی سطح شکستگی شناسایی شوند، حتی اگر بزرگی بارها برای ایجاد خطوط منفرد بسیار کوچک باشد.
علاوه بر این، نوارهای نشانگر ممکن است توسط بارهای بزرگ (همچنین به عنوان اضافه بار شناخته می شوند) تولید شوند که باعث ایجاد ناحیه ای از شکستگی سریع در سطح ترک می شود. شکستگی سریع می تواند ناحیه ای از گسترش سریع ایجاد کند قبل از اینکه کندن نوک ترک رشد را متوقف کند و رشد بیشتر در هنگام خستگی رخ دهد. شکست سریع از طریق فرآیند ادغام میکرووید رخ می دهد که در آن شکست در اطراف ذرات بین فلزی آغاز می شود. هواپیمای اف111 تحت آزمایش‌های اثبات دوره‌ای قرار گرفت تا اطمینان حاصل شود که ترک‌های موجود کوچکتر از اندازه بحرانی معین هستند. این بارها علائمی را روی سطح شکست بر جای می‌گذارند که قابل شناسایی است و امکان اندازه‌گیری نرخ رشد متوسطی را که در سرویس رخ می‌دهد، می‌دهد. 
علائم همچنین از تغییر در محیطی که روغن یا محیط های خورنده می توانند رسوب کنند یا از قرار گرفتن در معرض حرارت بیش از حد و رنگ کردن سطح شکستگی تا موقعیت فعلی نوک ترک ایجاد می شود.
نوارهای نشانگر ممکن است برای اندازه گیری نرخ رشد لحظه ای چرخه های بارگذاری اعمال شده استفاده شوند. با اعمال یک توالی مکرر جدا شده توسط بارهایی که یک الگوی متمایز ایجاد می کنند، می توان رشد هر بخش از بارگذاری را با استفاده از میکروسکوپ در تکنیکی به نام فراکتوگرافی کمی اندازه گیری کرد، سرعت رشد برای بخش های بارگذاری با دامنه ثابت یا بارگذاری دامنه متغیر می تواند مستقیماً اندازه گیری شود. از سطح شکستگی اندازه گیری می شود. 

### رد های لاستیک
رد تایر، علائم روی سطح شکستگی است که توسط چیزی که از باز و بسته شدن مکرر سطوح ترک بر روی سطح اثر می گذارد، ایجاد می شود. این می تواند توسط ذره ای که بین سطوح ترک به دام می افتد و یا اینکه خود چهره ها تغییر می کنند و مستقیماً با سطح مخالف تماس می گیرند، ایجاد می شود.

### رگه های درشت
رگه های درشت یک چروک عمومی سطح شکستگی هستند و با یک چرخه بارگذاری منطبق نیستند و بنابراین به عنوان خطوط واقعی در نظر گرفته نمی شوند. هنگامی که رطوبت اتمسفر کافی برای تشکیل هیدروژن در سطح نوک ترک در آلیاژهای آلومینیوم وجود ندارد، به جای نوارهای معمولی تولید می شوند و در نتیجه از فعال شدن سطوح لغزش جلوگیری می کنند. چین و چروک های سطح از هم عبور می کنند و بنابراین موقعیت نوک ترک را نشان نمی دهند.

## ساختار رگه شدن در الومینیوم

### تاثیرات محیط زیستی
نوارها اغلب در آلیاژهای آلومینیوم با مقاومت بالا تولید می شوند. در این آلیاژها، وجود بخار آب برای تولید رگه‌های شکل‌پذیر ضروری است، اگرچه بخار آب بیش از حد باعث ایجاد رگه‌های شکننده می‌شود که به آن نوارهای شکاف نیز می‌گویند. رگه های ترد مسطح تر و بزرگتر از رگه های شکل پذیر تولید شده با همان بار هستند. بخار آب کافی در اتمسفر برای ایجاد خطوط شکل پذیر وجود دارد. ترک هایی که در داخل رشد می کنند از جو جدا شده و در خلاء رشد می کنند. هنگامی که بخار آب روی سطح شکستگی آلومینیوم تازه در معرض رسوب قرار می گیرد، به هیدروکسیدها و هیدروژن اتمی تجزیه می شود. هیدروژن با نوک ترک برهمکنش می کند و بر ظاهر و اندازه رگه ها تأثیر می گذارد. سرعت رشد معمولاً با وجود بخار آب با یک مرتبه بزرگی افزایش می یابد. تصور می‌شود که این مکانیسم، شکنندگی هیدروژن می باشد در نتیجه جذب هیدروژن در ناحیه پلاستیکی در نوک ترک است. 
هنگامی که یک ترک داخلی به سطح نفوذ می کند، سرعت رشد ترک و ظاهر سطح شکستگی به دلیل وجود بخار آب تغییر می کند. خطوط درشت زمانی اتفاق می‌افتند که یک ترک خستگی در خلاء رشد می‌کند، مانند زمانی که از یک نقص داخلی رشد می‌کند. 

### صفحه ترک خوردگی
در آلومینیوم (یک ماده دستگاه بلوری مکعبی)، ترک‌ها نزدیک به صفحات با ساختار بلوری مانند صفحات {100} و {110} رشد می‌کنند (به فهرست میلر مراجعه کنید). هر دوی این هواپیماها یک جفت صفحه لغزش را به دو نیم می کنند. رشد ترک شامل یک صفحه لغزش منفرد اصطلاح رشد مرحله 1 و رشد ترک شامل دو صفحه لغزش است رشد مرحله 2 نامیده می شود. رگه‌ها معمولاً فقط در مرحله دوم رشد مشاهده می‌شوند.
خطوط شکننده معمولاً در {100} صفحه تشکیل می‌شوند.

## مدل های ساختاری رگه شدن
مدل‌های زیادی برای توضیح روند شکل‌گیری یک رگه و شکل حاصل از آن‌ها ارائه شده است. برخی از مدل های قابل توجه عبارتند از:
- مدل بلانتینگ پلاستیک لرید
- مدل دندان اره مک میلان و پلوکس
- مدل لغزش درشت نیومن [۲۲]
- مدل نوار برشی توسط ژانگ [۲۳]